# 山梨県立甲府工業高等学校
山梨県立甲府工業高等学校（やまなしけんりつ こうふこうぎょうこうとうがっこう）は山梨県甲府市にある公立の工業高等学校。通称「工業」「甲工」。

## 設置学科
- 全日制課程
  - 機械科
  - 電気科
  - 建築科
  - 土木科
  - 電子科
- 定時制課程
  - 機械科
  - 電気科
  - 建築科
- 専攻科
  - 建築科
  - 創造工学科

## 沿革
- 1917年（大正6年）4月28日 - 甲府市工町に、市営の甲府市立工芸学校として誕生。
- 1936年（昭和11年） - 市立甲府工業学校と改称。
- 1941年（昭和16年） - 県移管となり、山梨県立甲府工業学校となる。
- 1947年（昭和22年） - 学制改革により、山梨県立甲府工業高等学校となる。
- 1950年（昭和25年） - 私立山梨工業学校の定時制を統合。
- 1965年（昭和40年） - 分校を廃止。

## 基礎データ

### アクセス
- JR甲府駅 徒歩12分

### 象徴
- 校章 - 1948年（昭和23年）改定。当時の同校教師でのちに神幽現救世真光文明教団の教祖となった依田君美のデザインによる。「山梨の葉」の五葉は五科を象徴している。
- 校訓 - 質実剛健
- 信条 - 技術者となる前に人間となれ
- 制服 - 男子は金ボタン5個の学ラン。女子は紺のブレザー、金ボタン2個と白ブラウスにエンジ色のリボン。

|

## 部活動
存在する部活（令和6年現在）
学芸局
- ギター部
- 写真部
- 茶道部
- 吹奏楽部
- 情報システム部
- 美術部
- ハングル研究部
- ボランティア部
- 建築研究部
- 機械技術部
- 無線部
- 応援団

体育局
- 陸上・駅伝
- 空手
- 弓道
- 剣道
- サッカー
- 山岳
- 自転車
- 柔道
- テニス
- 新体操
- 卓球
- ソフトテニス
- バスケットボール
- バドミントン
- バレーボール
- ハンドボール
- ボクシング
- 野球
- ラグビー

野球部は春夏通算10回以上甲子園に出場し、複数のプロ野球選手を輩出している。
無線部はコールサイン（識別信号）「JA1YBX」。令和６年現在無線局免許状は更新しているが、部としては活動停止中（部員募集も停止）。

## 塩部遺跡
敷地内には古墳時代を中心とした塩部遺跡（甲府工業高校遺跡）があり、1953年（昭和28年）には旧グラウンド部分から古墳時代前期の土器資料が出土していた。1995年（平成7年）に旧グラウンドへの校舎新築に際して山梨県埋蔵文化センターによる発掘調査が行われ、古墳時代の方形周溝墓やヒスイ製の勾玉、丸底壺や装飾器台、ウマの歯などの出土遺物が確認されており、特に5世紀以前のウマの出土例が注目されている。また、縄文時代の石鏃や弥生時代の竪穴建物、古代の相川旧河道や集落遺跡、水田跡、植物や動物の遺存体、斎串や人形木製品など祭祀に関わる木製品が出土している。ほか、甲府空襲の焼夷弾も発見されている。
現在は校舎が建築され、周辺は市街地となっている。出土資料は山梨県埋蔵文化センターで保管され、出土した馬歯は山梨県立博物館において常設展示されている。

## 出身者
- 田原俊彦 - 歌手、俳優（全日制・土木科）
- 村松栄紀 - レーシングドライバー
- 深澤直人 - プロダクトデザイナー
- 津久井督六 - ツクイ創業者
- 藤巻昇 - 元競輪選手（中退）
- 浅原拓真 - ラグビー日本代表
- 古屋孝広 - ラグビー選手
- 加藤康祐 - サッカー選手
- 和田竜光 - 総合格闘家
- 穐山篤 - 参議院議員
- 上田利正 - 衆議院議員
- 窪田等 - ナレーター、声優
- 岸本勇太 - 歌手
- 小林治雄 - 漫画家
- 飯室芳男 - 陸上選手
- 勝俣進 - サッカー選手
- 小澤宙輝 - バレーボール選手
- 小俣喜久雄 - 芸能研究者

### 野球
- 奈良不二也 - 元プロ野球選手
- 佐野嘉幸 - 元プロ野球選手・コーチ・監督
- 原初也 - 元野球部監督
- 中沢伸二 - 元プロ野球選手・コーチ・監督
- 深沢修一 - 元プロ野球選手
- 西村公一 - 元プロ野球選手
- 中込伸 - 元プロ野球選手・コーチ・監督（兵庫県立神崎工業高等学校へ転校）
- 山村宏樹 - 元プロ野球選手、野球解説者
- 辻俊哉 - 元プロ野球選手、指導者
- 慶野茂 - 元アマチュア野球選手